# جک وی۷
جک وی۷ یک وانت سایز متوسط است که توسط جک برای بازار چین تولید شده‌است.

## بررسی اجمالی

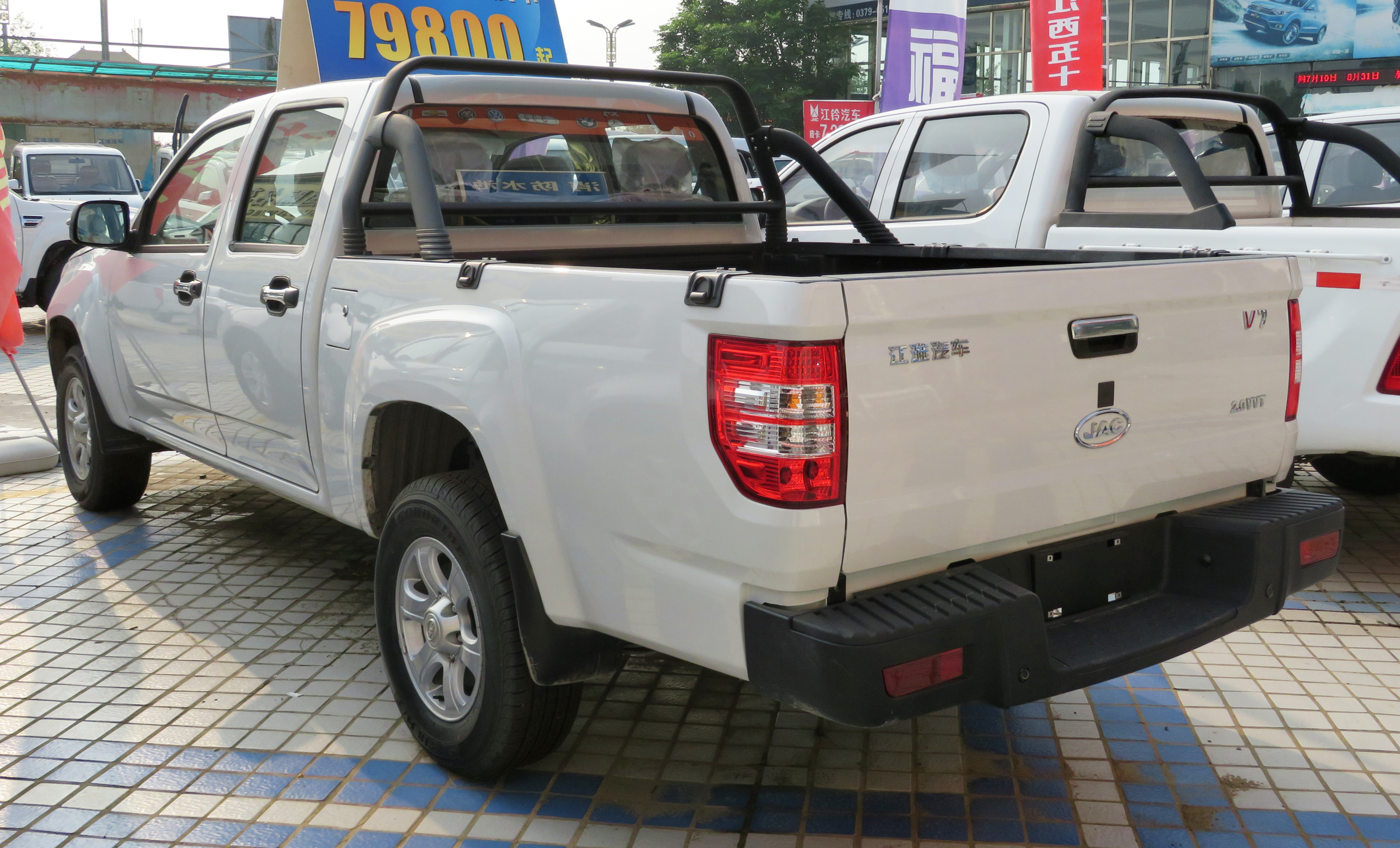
جک وی۷ (عقب)

وانت جک‌وی۷ در چین در سال ۲۰۱۸ به بازار عرضه شد قیمت این خودرو از ۷۱٬۸۰۰ یوان تا ۸۳٬۸۰۰ یوان تا سال ۲۰۲۰ متغیر بود.

موتورهای جک‌وی۷ شامل یک موتور ۲٫۰ لیتری بنزینی و یک موتور ۲٫۰ لیتری دیزلی است. موتور بنزینی این خودرو توانایی تولید ۱۴۷ اسب بخار و گشتاور ۱۹۰ نیوتن متر را داراست. موتور دیزلی توانایی تولید ۱۱۶ اسب بخار و گشتاور ۲۸۵ نیوتن متر را داراست. این خودرو یک کپی تمام عیار از تویوتا هایلوکس است.